# Srpski književni list
Srpski književni list je srpski časopis za književnost, umjetnost i kulturna pitanja, koji izlazi od 2002. godine. Osnivač i izdavač je Klub saradnika i donatora Književnog lista. Redakcija lista nalazi se na Trgu Nikole Pašića 3 u Beogradu. Časopis se štampa ćirilicom i sadašnja mu je cijena 150 srpskih dinara. Časopis objavljuje istorijske priloge, izbor iz novijih knjiga srpskih i stranih autora, kao i književne kritike odabranih djela, te govore sa književnih promocija, članke o filmskim festivalima i kulturne priloge raznih autora.

## Istorija
Srpski književni list počeo je izlaziti 2002. godine pod nazivom Književni list, te je pod tim nazivom izašlo 105 brojeva, a od oktobra 2012. godine izlazi prvi broj Srpskog književnog lista sa numeracijom 1/106.

## Urednici
- Petar Cvetković, glavni i odgovorni urednik;[2]

### Uredništvo
Članovi uredništva su: Staniša Vojinović, Marinko M. Vučinić, Aleksandra Grubor, Vasilije Domazet, Bojan Jovanović, Marinko Lolić, Goran Maksimović, Miloš Folić, Marija Ćirić i Milan Šećerović.